# سیبه فن در هایدن
سیبه فن در هایدن (انگلیسی: Siebe Van der Heyden؛ زادهٔ ۳۰ مهٔ ۱۹۹۸) بازیکن فوتبال اهل بلژیک است.
از باشگاه‌هایی که در آن بازی کرده‌است می‌توان به باشگاه فوتبال آیندهوون (۱۹۰۹) و باشگاه فوتبال یونیون سنت ژیل اشاره کرد.
وی همچنین در تیم ملی فوتبال بلژیک بازی کرده‌است.

## دوران ملی
در ۱۸ مارس ۲۰۲۲ او برای دو بازی دوستانه در ۲۶ و ۲۹ مارس ۲۰۲۲ به ترتیب مقابل ایرلند و بورکینافاسو به تیم ملی بزرگسالان بلژیک دعوت شد.  او اولین بازی خود را در مقابل بورکینافاسو انجام داد و در یک بازی کامل با پیروزی ۳-۰ بازی کرد.